# Dupleix (métro de Paris)
Pour les articles homonymes, voir Dupleix.
Dupleix est une station de la ligne 6 du métro de Paris, située dans le 15e arrondissement de Paris.

## Situation
La station est située au-dessus du boulevard de Grenelle entre la rue de Lourmel et la rue Dupleix.

## Histoire

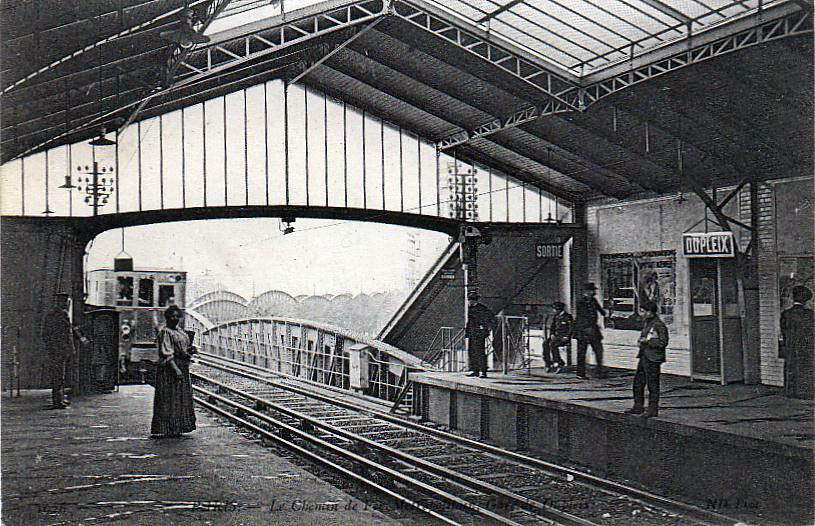
La station, peu après son ouverture en 1906.

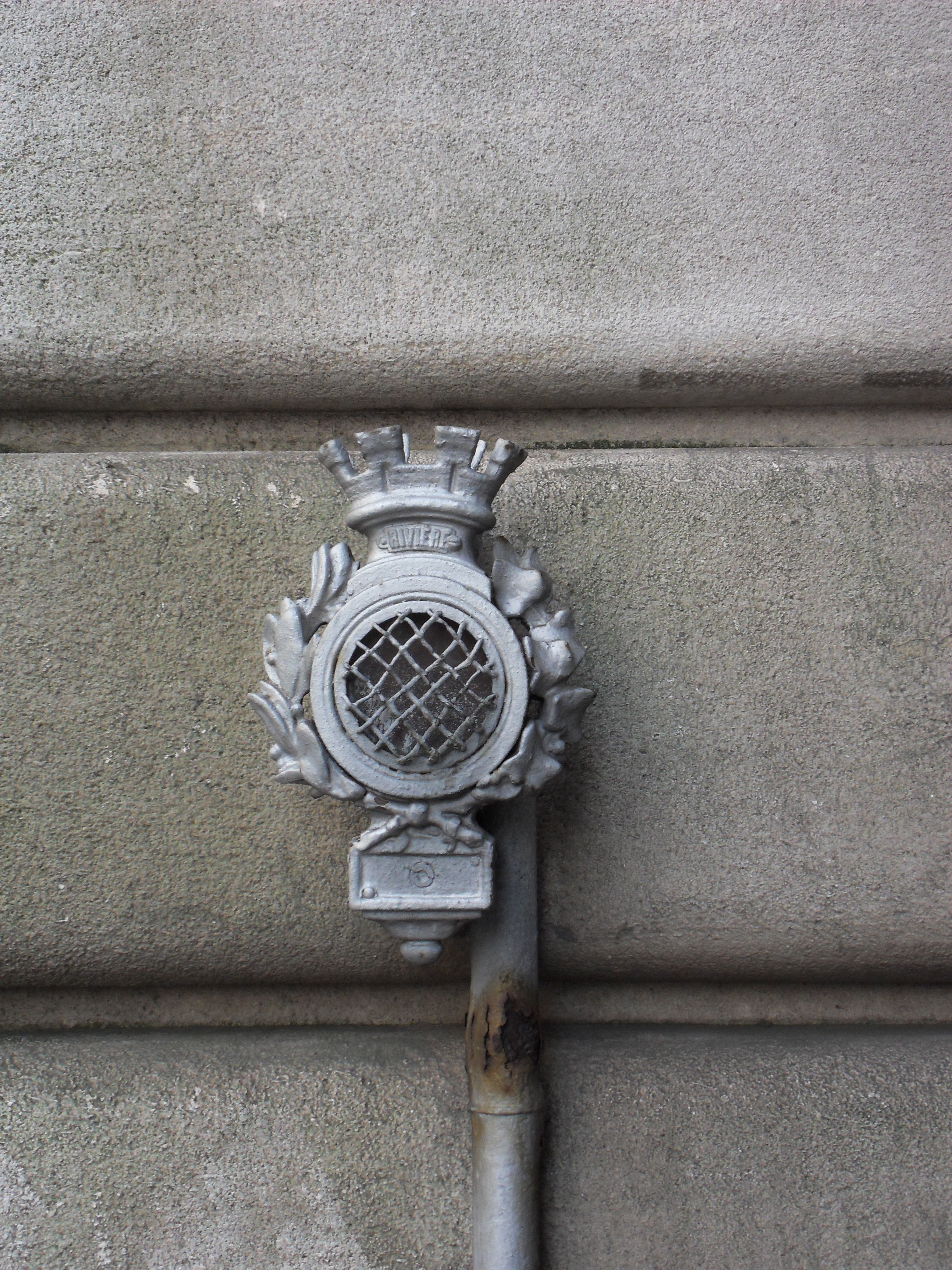
Manomètre ouvragé utilisé pour la détection des fuites sur le réseau d'alimentation en eau, installé sur un pilier de la station.

La station est ouverte en 1906. Elle tire son nom de la rue Dupleix, toute proche, qui rend hommage à Joseph François Dupleix (Landrecies, 1697 - Paris, 1763), administrateur et colonisateur français. Gouverneur général de la Compagnie des Indes en 1742, il développa la position commerciale de la France et lutta contre l’influence anglaise. Malgré le traité d’Aix-la-Chapelle (1748), il établit sur le sud du Dekkan un véritable protectorat français, que les Anglais ruinèrent. En 1754, il fut rappelé en France. Il avait investi aux Indes toute sa fortune, qui ne lui fut jamais remboursée.
À l'emplacement de la station s'élevait auparavant le mur de Grenelle, où de nombreux condamnés à mort furent fusillés entre 1797 et 1815, parmi lesquels :
- le 31 mars 1809, Armand de Chateaubriand, cousin de l'écrivain, royaliste ;
- le 29 octobre 1812[1], les généraux conspirateurs Claude-François de Malet, Victor Fanneau de La Horie et Maximin-Joseph Emmanuel Guidal ;
- le 19 août 1815, le colonel Charles Angélique François Huchet de La Bédoyère.

Sur un pilier soutenant la station de métro aérienne, est apposé peut-être le dernier manomètre public subsistant, destiné à la recherche de fuites sur le réseau d'alimentation en eau,.
En 2019, 3 221 871 voyageurs sont entrés à cette station ce qui la place à la 154e position des stations de métro pour sa fréquentation,.
En 2020, avec la crise du Covid-19, 1 839 499 voyageurs sont entrés dans cette station, ce qui la place à la 131e position des stations de métro pour sa fréquentation.
En 2021, la fréquentation remonte progressivement, avec 2 028 963 voyageurs qui sont entrés dans cette station ce qui la place à la 176e position des stations de métro pour sa fréquentation.

## Services aux voyageurs

### Accès
Elle dispose de deux accès de part et d'autre du terre-plein central du boulevard de Grenelle, du côté rue de Lourmel.
- Accès 1 : Rue Desaix
- Accès 2 : Rue Viala

Accès à la station
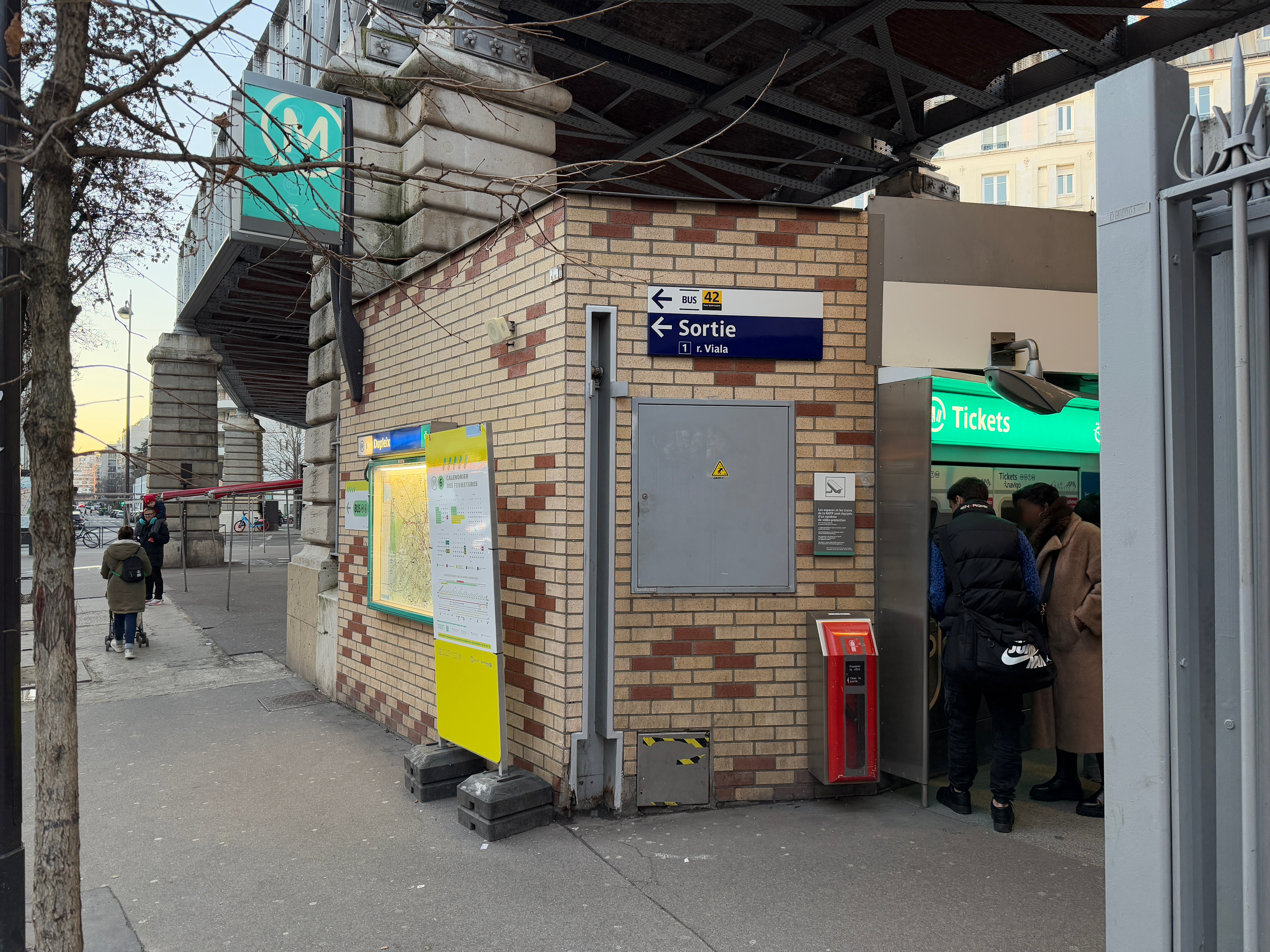
L'accès no 1 « Rue Desaix ».
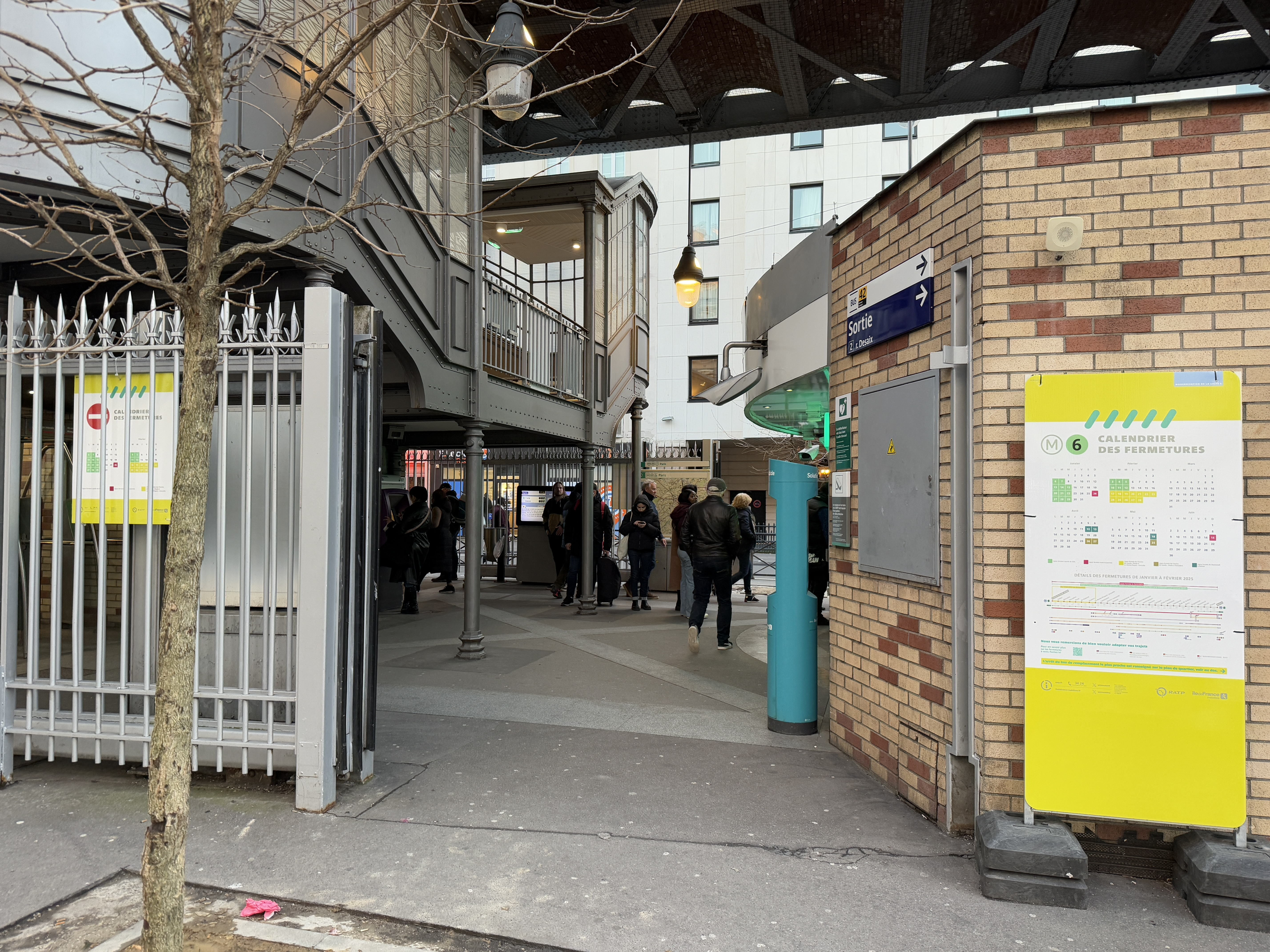
L'accès no 2 « Rue Viala ».

.

### Quais
Dupleix est une station aérienne et de configuration standard : elle possède deux quais séparés par les voies du métro.

### Intermodalité
La station est desservie par la ligne 42 du réseau de bus RATP.

## À proximité
Le siège du Journal officiel se trouve au 26 de la rue Desaix.